# Корольков, Фёдор Иванович
Фёдор Иванович Корольков (11 (23) сентября 1876 — декабрь 1920) — генерал-майор Российской императорской армии. Участник Первой мировой войны и Гражданской войны в России. После революции вступил в Белую армию, где в 1920 году получил чин генерал-лейтенанта. Кавалер ордена Святого Георгия 4-й степени и Георгиевского оружия.

## Биография
Родился 11 сентября 1876 года в станице Новолабинской Кубанской области. Окончил Бакинское реальное училище.
В Российской императорской армии с 29 июля 1894 года. Службу начал в 6-м Кубанском пластунском батальоне, откуда поступил на военно-училищный курс Московского пехотного юнкерского училища. 12 августа 1896 года выпущен из училища с производством в подпоручики со старшинством с 12 августа 1895 года и переводом в 3-й Туркестанский линейный батальон (20 июня 1900 года переименован в 17-й Туркестанский стрелковый батальон). 8 октября 1900 года произведён в поручики со старшинством с 12 августа 1899 года.
В 1903 году окончил Николаевскую академию Генерального штаба по 1-му разряду и 23 мая 1903 года «за отличные успехи в науках» произведён в штабс-капитаны. С 24 октября 1903 года по 10 декабря 1904 года отбывал цензовое командование ротой в 4-м Западно-Сибирском стрелковом батальоне. С 30 октября 1904 года по 22 января 1906 года был старшим адъютантом штаба войск Семиреченской области. 17 апреля 1905 года произведён в капитаны. 22 января 1906 года назначен старшим адъютантом штаба 1-й Туркестанской казачьей дивизии. 4 октября 1907 года назначен старшим адъютантом штаба Варшавского укреплённого района.
19 марта 1909 года назначен исправляющим должность штаб-офицера для поручений при штабе Иркутского военного округа. 29 марта того же года произведён в подполковники со старшинством с 8 декабря 1908 года и с утверждением в должности. 1 июля 1909 года переведён на ту же должность в штаб Туркестанского военного округа, а 22 октября 1910 года назначен старшим адъютантом этого штаба. 6 декабря 1911 года произведён в полковники. С 17 мая по 21 сентября 1912 года отбывал цензовое командование батальоном в 3-м Финляндском стрелковом полку. 4 мая 1912 года назначен исправляющим должность, а 13 июля 1913 года утверждён в должности начальника штаба 4-й Туркестанской стрелковой бригады. Во время пребывания в Туркестане составил военно-статистическое описание Сыр-Дарьинской области.
Принимал участие в Первой мировой войне. 2 декабря 1914 года назначен на должность начальника штаба Терской казачьей дивизии. Приказом командующего 8-й армией, Высочайше утверждённым 24 февраля 1915 года, удостоен Георгиевского оружия:
За то, что существенно способствовал решительному успеху наших войск в упорном 12-ти часовом беспрерывном бою у д. Микуличина 14-го сентября 1914 года с превосходным в силах противником своим докладом, согласно которому был послан во фланг и даже тыл противника целый полк с артиллерией, что и решило участь этого упорнейшего боя в нашу пользу. В названном бою нами взято: одно скорострельное орудие, зарядные ящики, два пулемета и около 200 пленных.
Из-за острого приступа аппендицита в июле 1915 года был эвакуирован на лечение в Железноводск.
5 февраля 1916 года назначен командиром 48-го пехотного Одесского полка, во главе которого отличился в боях и Высочайшим приказом от 17 октября 1916 года удостоен ордена Святого Георгия 4-й степени:
За то, что в бою 15-го июня 1916 года в районе д. Рожнув, под губительным артиллерийским, пулеметным и ружейным огнем, руководя вверенным ему отрядом в составе названного полка, одного батальона 46-го пехотного Днепровского полка и 4-х орудий 12-й артиллерийской бригады, завладел обоими берегами р. Мельница и затем лихим штурмом взял высоту «382» (Солотнину), когда части Одесского полка были принуждены сильнейшим врагом отойти, лично верхом бросился с резервным батальоном на поддержку полка, ободрил роты и направил их вновь на атаку высоты «382», захватил ее, смял врага и на его плечах занял следующую высоту «386», способствовав успеху всей 12-й пехотной дивизии.
12 октября 1916 года «за отличие в делах против неприятеля» получил чин генерал-майора, со старшинством с 28 мая 1916 года. Между 3 января и 8 февраля 1917 года назначен генералом для поручений при командующем 6-й армией. 23 июля 1917 года назначен командующим 61-й пехотной дивизией.
Принимал участие в Белом движении, служил в Добровольческой армии и в Вооружённых силах Юга России. В октябре 1918 года назначен председателем комиссии Кубанского казачьего войска. С 9 ноября 1918 года состоял в комиссии для работ по организации кубанских частей от Кубанского правительства. 27 января 1919 года назначен, а 11 ноября 1919 года утверждён в должности начальника Кубанского генерала Алексеева военного училища. По состоянию на 31 декабря 1919 года являлся начальником Екатеринодарского гарнизона, а затем был переведён в резерв чинов Вооружённых сил Юга России. 15 июля 1920 года получил чин генерал-лейтенанта.
После эвакуации Русской армии в ноябре 1920 года продолжал оставаться в Крыму. Арестован и 7 декабря 1920 года чрезвычайной «тройкой» приговорён к расстрелу. Приговор приведён в исполнение в том же месяце в Керчи.
По состоянию на 1914 год был женат и имел пять детей.

## Награды
Фёдор Иванович Корольков награждён следующими наградами:
- Орден Святого Георгия 4-я степени (17 октября 1916);
- Георгиевское оружие (24 февраля 1915);
- Орден Святого Владимира 3-й степени с мечами (28 февраля 1916);
- Орден Святого Владимира 4-й степени с мечами и бантом (14 мая 1915);
- Орден Святой Анны 2-й степени с мечами (11 января 1916);
- Орден Святой Анны 3-й степени (11 мая 1912) с мечами и бантом (29 июня 1915);
- Орден Святого Станислава 2-й степени с мечами (29 января 1916);
- Орден Святого Станислава 3-й степени (23 августа 1907).